# Cäsar Max Heigel
 (avril 2024).
Si vous disposez d'ouvrages ou d'articles de référence ou si vous connaissez des sites web de qualité traitant du thème abordé ici, merci de compléter l'article en donnant les références utiles à sa vérifiabilité et en les liant à la section « Notes et références ».
Cäsar Max Heigel (né le 25 juillet 1783 à Munich, mort après 1847) est un acteur, poète et librettiste allemand.

## Famille
Cäsar Max Heigel est issu d'une famille d'acteurs. Son père est l'acteur de la cour Joseph Franz Heigel (1752-1811), sa mère est l'actrice Caroline Reiner (1762-1804). Ses frères Karl (1783-après 1822) et Klemens August Heigel (1792-1849) sont également acteurs, et un autre frère est le peintre Joseph Heigel (de) (1780-1837).
Sa fille Caesarine Kupfer-Gomansky (de), avec qui il apparaît ensemble en 1838, se fait connaître comme actrice. 

## Biographie
Cäsar Max est un enfant acteur, fait des études supérieures et, enthousiasmé par les idéaux républicains, rejoint un régiment de hussards français en tant que volontaire à 16 ans. Il fait rapidement une carrière militaire et devient adjudant dans les états-majors de Jean-Joseph Dessolles et de Jean Victor Marie Moreau. Avec l'arrestation de Moreau, initiée par Napoléon Bonaparte en février 1804, commencent pour Heigel des années de fuite et d'incertitude, d'autant plus qu'il s'en est pris au général Jacques de Menou de Boussay dans un pamphlet. Pendant quelque temps, il trouve refuge dans un monastère bénédictin, peut-être l'abbaye Saint-Blaise. Il y aurait rédigé un mémorandum prônant la préservation du Reichsstift. Il cherche néanmoins à nouveau à retourner dans l'armée française, où il trouve des officiers qui le protègent , il prend parfois le nom de Jules de La Barse ou de Brasse. Mais en janvier 1807, venant de Grèce, il est arrêté près de Venise à l'instigation de Menou, emmené à Milan et détenu à l'isolement pendant 13 mois. Gracié par Napoléon, il est envoyé d'abord en Afrique puis en Amérique avant de revenir en France en 1810 et enfin dans sa ville natale de Munich.
Après 1812, il travaille comme directeur de théâtre, metteur en scène et dramaturge à Innsbruck, Karlsruhe, Bâle, Munich, Vienne, Bamberg et plus récemment à Nuremberg. Il écrit et met en scène de nombreuses pièces de théâtre folkloriques, farces et comédies. Ses productions de représentations mimiques, de peintures dites plastiques, de scènes de gymnastique et d'images en mouvement (tableaux vivants) constituent une particularité. Il connaît un grand succès en Suisse avec la pièce Die Schlacht von St. Jacob  (1822) et en Bavière avec le drame historique Max Emanuel oder die Klause in Tirol (1828). Il écrit des poèmes, de courtes pièces en prose et surtout plusieurs livrets d'opéra, mis en musique par des compositeurs contemporains. Pour célébrer le règne de Maximilien Ier en 1824, il écrit un texte intitulé König Garibald sur la musique de l'opéra de Mozart La clemenza di Tito.
Vers 1836, il s'installe à Paris comme correspondant de journal dans le milieu politique d'Odilon Barrot. À partir de 1847, sa famille restée en Allemagne ne reçoit plus aucun signe de vie de sa part. Il est toujours porté disparu et est peut-être mort dans la tourmente de la révolution de 1848. Sa dernière œuvre connue est le livret de l'opéra Das Osterfest zu Paderborn, créé à Francfort en 1844.

## Œuvres
- Ahnung und Gewißheit ein analoges Vorspiel bey der Genesung Ihro Durchlaucht, der Kurfürstin Friderike Karoline, Munich 1799
- So sind sie gewesen, pièce, 1810
- Umringt vom mutherfüllten Heere, poème, mis en musique par Carl Maria von Weber, 1811
- Civil-Verdienst, eine dramatische Feder-Probe in einem Aufzuge, première à Munich 1811
- Die Zeitalter. Drey flüchtige Skizzen zu einem chronologischen Charakter, Vienne 1812 (révisé, Nuremberg 1832).
- Frau Hütt oder der schöne Bund, Innsbruck 1813 (Festival à l'occasion de l'alliance entre l'Autriche et la Bavière)
- Der Schabernack, oder Kunst- und Liebesproblem, première à Mayence, 1815
- Die Fee Amandalindasuwandaginabillotidara, oder Harlekins Abentheuer, vor und nach seinem Tode, pantomime avec ballet, première à Strasbourg en 1815 (plus tard mis en musique par Karl David Seegmann)
- Bruchstücke aus den Ruinen meines Lebens, Aarau 1820
- Dramatische Bagatellen, Aarau 1821
- Die Schlacht bei St. Jacob, pièce, Bâle 1822
- Lieder für Baiersche Krieger, Sulzbach 1823
- Das Weihnachtsgeschenk, oder Staberl als Klaubauf, première à Munich 1824
- Ein Abenteuer im Guadarama-Gebirge, livret mis en musique par Philipp Jakob Röth (de) (1825)
- Der Vampyr, livret d'après Le Vampire de John Polidori, mis en musique par Peter Josef von Lindpaintner, 1828
- Macbeth, traduction du livret de Claude Joseph Rouget de Lisle d'après William Shakespeare pour l'interprétation allemande de la composition de Hippolyte André Jean Baptiste Chélard (1828)
- Max Emanuel oder die Klause in Tirol, drame historique 1828
- Der Fasching in Munich im Jahr 1563 oder der Schäfflertanz, comédie, 1828
- Der Metzgersprung zu Munich, comédie, 1829
- Skizzen aus dem Nuremberger Leben, Nuremberg 1832
- Der Führer auf dem Schmausenbuck, Nuremberg 1832
- Max Emanuels erste Waffenthat, oder: Der Entsatz von Vienne im Jahre 1683, Nuremberg 1833 (avec la participation de 600 personnes à l'occasion du Festival folklorique de Nuremberg en août 1833)
- Griechenlands Gruß. Festspiel zur Feier der Thronbesteigung Sr. Majestät Otto I. König von Griechenland, Nuremberg 1833
- Kleiner Plutarch für die Bühne, Stuttgart 1836
- Das Osterfest zu Paderborn, große heroische Oper in 3 Abtheilungen, Francfort 1843 (livret de Cäsar Max Heigel, musique d'Aloys Schmitt)
- Heimweh eines Schweizermädchens, nicht zu datierendes poème, mis en musique par Emilie Zumsteeg